# Jan Zdebor
Ing. Jan Zdebor, Csc. (* 1. květen 1950) je český odborník v oblasti jaderné energetiky, zejména ve vývoji a implementaci technologií pro jaderné elektrárny. Vystudoval obor stavby jaderných zařízení na Vysoké škole strojní a elektrotechnické v Plzni (dnešní Západočeská univerzita), kde získal titul kandidáta věd.
Po dokončení studií v roce 1975 nastoupil do společnosti Škoda JS, kde pracoval postupně jako konstruktér a vedoucí oddělení Vývoje, Konstrukce a Servisu jaderných elektráren. Je spoluautorem několika patentů a průmyslových vzorů. Ve společnosti Škoda JS vedl mimo jiné vývoj nových generací regulačních pohonů pro reaktory typu VVER 1000 a VVER 440 v Česku, Maďarsku, na Slovensku a Ukrajině. V letech 2008 až 2012 působil jako technický ředitel ve společnosti Škoda JS. Po odchodu do důchodu stále zastává pozici technického poradce generálního ředitele Škoda JS.
Působí také na Západočeské univerzitě v Plzni, kde je členem vědecké rady Fakulty elektrotechnické a Technologického centra ZČU, zároveň zastává funkci proděkana pro spolupráci s praxí na Fakultě strojní ZČU, kde i přednáší. Na katedře energetických strojů a zařízení vede oddělení jaderné energetiky, mimo jiné přednáší na Fakultě strojní ČVUT v Praze.
Od roku 2010 se podílí na organizaci každoroční akce Jaderné dny v Plzni. Jedná se nejen o konferenci, na které přednáší odborníci z celého světa, ale také o výstavu jaderné energetiky, odborné semináře a o přiblížení světa jaderné energie pro studenty i širokou veřejnost. Od roku 2015 organizuje účast studentů českých vysokých škol na letních školách jaderného inženýrství na Ukrajině, kde také přednášel, stejně jako na Letní škole jaderného inženýrství CENEN v ČR. Každoročně přednáší o jaderné energii na celostátní vědecko-popularizační akci Noc vědců.